# Næstved Oliedepot
Næstved Oliedepot var et oliedepot på Næstved Havn i Næstved på Sydsjælland.
Depotet blev udsat for sabotage under besættelsen, hvor det blev sprunget i luften af den danske modstandsbevægelse den 13. marts 1945. Det var en af de største sabotageaktioner i Danmark under anden verdenskrig. Det havde været på en liste som briterne havde over potentielle mål.